# Andreas Lechner

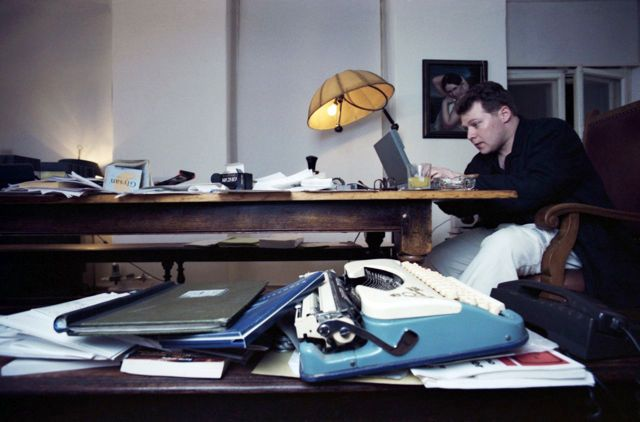
Andreas Lechner, 1996

Andreas Franz Josef Lechner (* 6. Mai 1959 in München) ist ein deutscher Autor, Regisseur, Produzent, Komponist und Schauspieler.

## Leben

### Anfänge
Während seines Musikstudiums am Richard-Strauss-Konservatorium in München, wo er im Hauptfach Kontrabass studierte, gründete er u. a. mit den Brüdern Heinrich und Rudi Zapf die (Volks-)Musikkabarettgruppe „Guglhupfa“, für die er die Texte und die Musik schrieb. Er spielt mehrere Instrumente. Zwischen 1978 und 1990 trat er deutschlandweit auf, unter anderen mit Dieter Hildebrandt und Otto Grünmandl. Auch im deutschen Fernsehen trat die Gruppe mit ihren kritischen Liedern auf, obwohl sie vom damaligen bayerischen Ministerpräsidenten Franz Josef Strauß wegen eines ihrer Texte angezeigt wurden. 1990 lösten die „Guglhupfa“ sich auf.

### Schauspiel
Bei Josef Bierbichlers Film Triumph der Gerechten (1987) wirkte Lechner erstmals als Darsteller und Produktionsassistent mit. Parallel zu seinen Arbeiten für das Theater war er in den folgenden Jahren in weiteren Filmen wie Herbert Achternbuschs Mix Wix (1989) und Thomas Kronthalers Film Die Scheinheiligen (2001) zu sehen. Seit 1984 bis heute wirkte er in TV- und Kino-Produktionen als Schauspieler mit.
Als Schauspieler und Musiker hatte er verschiedene Engagements an Theatern, u. a. zur Eröffnung des Münchner Volkstheaters 1983 mit dem Stück Glaube und Heimat von Karl Schönherr in der Regie von Ruth Drexel, wo er mit seiner Gruppe Guglhupfa für die Bühnenmusik und Texte zuständig war, am Bayerischen Staatsschauspiel wieder Musik und Texte für die österreichische Erstaufführung des Stückes Zwölfeläuten von K. H. Unger in der Regie von Rüdiger Hacker (Intendant Günther Beelitz), am Hamburger Schauspielhaus und Bühnenmusik und Darsteller der Bühnen-Adaption des Films Keine Jobs, keine Freiheit, Stillstand, München von Herbert Achternbusch in der Regie von Josef Bierbichler (Intendant Frank Baumbauer). Lechner arbeitete aber auch in der freien Szene und inszenierte dort eigene Stücke wie Berber – über Münchens Obdachlose in der Theaterhalle Feierwerk und Der Dichter Johann mit Otto Grünmandl im Münchner Theaterzelt „Das Schloss“. Er hospitierte bei Giorgio Strehler am Teatro Piccolo in Mailand bei dem Stück „Le baruffe chiozzotte“ („Krach in Chioggia“) von Carlo Goldoni.
Durch die Begegnung mit Hans Werner Henze erhielt er für die Münchener Biennale Kompositions- und Libretto-Aufträge, Zur 1. Münchener Biennale 1988 wird sein Bauernreqiem „Der letzte Milkaner“ (ein Auftragswerk der Landeshauptstadt München) in der Alten Astronomie im Deutschen Museum uraufgeführt. Klaus Umbach vom Spiegel schreibt: „Diesem Typ ist nichts heilig, nicht mal die weißblauen Klangfarben seiner Heimat. So sind in der bäuerlichen Totenmesse „Der letzte Milkaner“, Lechners erstem musikalischen Abendfüller, die linken Sprüche krachledern verpackt, und wo es klingt wie auf dem Tanzboden der Schützengilde, geht es meuchlings gegen Staat und Kirche - unter dem heimeligen Gedudel von Klarinetten, in gemütlichen Terzenparallelen auf der Ziehharmonika und im deftigen Dreher von Ländler und Schuhplattler kommt Lechners Landwirt Hans auf den Hund... Jeder aufrechte Demokrat und Operngänger wird wohl fragen dürfen, wie so ein folkloristisch verkapptes Pamphlet in ein Münchner Theater kommt und wer dem linken Lechner eine staatliche Spielstätte freigibt zum Spott auf die göttliche und christsoziale Ordnung“. Es folgen ferner Einladungen zum Tollwoodfestival München 1989, Theaterfestival „Aua wir leben“ (Bern 1989), ins Alte Schlachthaus und 1990 zum Österreichischen Nationalfeiertag ins Salzburger Landestheater. Für die 3. Münchener Biennale 1992 verfasst er das Libretto zur Oper „Sünde. Fall.Beil.“ - Königliche Oper nach Alexandré Dumas père. Uraufführung von Bremer Theater im Marstall der Bayerischen Staatsoper. (Musik: Gerhard Stäbler, Inszenierung: Tobias Richter. Künstlerische Festivalleiter: Hans Werner Henze. Aufgezeichnet vom Bayerischen Rundfunk.) Sein Kammermusikstück „Kroatischer Tanz“ wurde 1997 im Rahmen der Münchener Biennale bei den Klangspuren uraufgeführt.
Andreas Lechner produziert, entwickelt Filmstoffe und führt auch Regie, wie bei Hot Dogs – ein Jugendfilmprojekt im Münchner Stadtteil Hasenbergl (eingeladen in die Deutsche Reihe Filmfestspiele Cannes) und dem Kinofilm Schmetterlinge der Nacht (1999), den er im Eigenverleih deutschlandweit zeigte. 2006 gründete er die Berg Film Produktions GmbH. Er arbeitet an der Realisierung mehrerer Projekte u. a. „Strassbergers Gold“ und „Lina“. 2007 brachte er seinen Monolog Frieda – eine Münchner Lebens- und Sittengeschichte – in einem Hörbuchverlag heraus.

### Musikalische Phase
2009 war er Stipendiat der Villa Aurora in Pacific Palisades (Los Angeles). Seit dieser Zeit ist er wieder musikalisch aktiv und steht auf der Bühne mit Musikanten aus der neueren Volksmusikszene und begleitet z. B. Josef Bierbichler bei den Lesungen seines Romans Mittelreich. Andreas Lechner ist Gründungsmitglied der „Ersten Bayerischen Filmfoniker“ in München und spielte dort den Kontrabass. Seit 2014 lebt und arbeitet er an seinen Projekten in Berlin und am Tegernsee. 2015 gab es ein Guglhupfa Revival anlässlich von „40 Jahre Theater im Fraunhofer“ in München. Das Rottacher Label „Nasswetter Music Group“ brachte zu diesem Termin ein „digitales Album“ der beiden LPs Tohuwabohu und Gegrüßet seiest Du München, unter apple music – Alles ist bunt. Guglhupfa, die bei Trikont erschienen sind. Ebenfalls 2015 war er Schauspieler am Berliner Ensemble unter der Intendanz von Claus Peymann bei der Uraufführung von Schlafe, mein Prinzchen – ein musikalischer Abend von Franz Wittenbrink. Der musikalische Abend behandelte das Thema Missbrauch bei den Regensburger Domspatzen und in der Odenwaldschule. Nach nur acht Vorstellungen wurde das Stück abgesetzt. Andreas Lechner zeichnete mit seiner Filmfirma Berg Film die letzte Vorstellung auf und brachte die filmische Realisation als Sonderaufführungen ins Kino Filmtheater am Sendlinger Torplatz in München und Kino Ostentor in Regensburg.
2017 übernahm er eine Nebenrolle in Josef Bierbichlers Kinofilm „Zwei Herren im Anzug“ (X-Filme) nach Motiven seines Romans „Mittelreich“ und begleitete dokumentarisch für das Bayerische Fernsehen die Dreharbeiten. Zum Kinostart im Frühjahr 2018 von „Zwei Herren im Anzug“ sendete der Bayerische Rundfunk Lechners kinokino extra „Seeuferblues“ – vom Roman „Mittelreich“ zum Kinofilm „Zwei Herren im Anzug“, der 2019 auch zum Filmfest nach Bozen als Hommage an Josef Bierbichler eingeladen wurde.
2019 erschien Lechners Debüt-Roman „Heimatgold“, der von der Presse positiv aufgenommen wurde.
2024 übernimmt er die Rolle des Zeugen 35 im Kinofilm "Die Ermittlung" von RP Kahl.
2025 initiiert er die Veranstaltungsreihe "Kultur gegen das Vergessen" (24.–26. Januar 2025). Der Internationale Tag des Gedenkens (International Holocaust Remembrance Day) wurde 2005 von den Vereinten Nationen ins Leben gerufen und erinnert jährlich am 27. Januar an die Befreiung des Konzentrationslagers Auschwitz-Birkenau. Mit einer Lesung aus Peter Weiss‘ "Ästhetik des Widerstands" mit prominenten Künstlern und Schauspielern wurde in der Sophienkirche in Berlin-Mitte im Rahmen der Veranstaltungsreihe gedacht. Ganz im Sinne Artauds: „geht rum, hört, und lauscht“ - auch ein Weinstand wurde aufgebaut. Die Lesung erfolgte in einer Textfassung von Arved Schultze, die für das Festival am HAU Hebbel am Ufer (2016) entstanden ist, kuratiert von Aenne Quiñones. Beteiligte Künstler:innen waren unter anderem Nina Kunzendorf, Anne Ratte-Polle, Samuel Finzi, Bernhard Schütz, Mark Waschke und Hermann Beil. Die Lesung wurde von einer Soundcollage des Holocaustüberlebenden Bob Rutman begleitet die von Andreas Lechner eingerichtet wurde. Neben der Lesung wurden im Rahmen der Veranstaltungsreihe in der Kulturbrauerei die Filme "Zwei Herren im Anzug" von und mit Josef Bierbichler und "Die Ermittlung" von RP Kahl gezeigt. In der Berliner Galerie Tor21Artlab fand zudem eine Ausstellung mit Arbeiten der ukrainischen Künstlerin Anna Mesniankina statt, bei der Eröffnung las Josef Bierbichler aus seinem Roman Mittelreich. Diese Veranstaltungen zielten darauf ab, durch kulturelle Beiträge die Erinnerung an die Opfer des Holocaust wachzuhalten und das Bewusstsein und die Erinnerung an die Opfer des Nationalsozialismus wach zu halten und soll jedes Jahr stattfinden. Die Veranstaltungsreihe wurde als Medienspartner von Verleger Holger Friedrich mit der Berliner Zeitung und der Friedrich-Naumann-Stiftung für die Freiheit unterstützt. Auch weitere Medien wie der RBB und die Kulturzeit/3Sat berichteten umfänglich darüber.

## Filmografie (Auswahl)
- 1987: Triumph der Gerechten[26]
- 1989: Mix Wix
- 1996–2011: SOKO München (Fernsehserie, 3 Folgen)
- 1998: Hot Dogs (Regie, Drehbuch, Produktion)
- 1999: Schmetterlinge der Nacht (auch Regie, Drehbuch, Produktion)[27]
- 2001: Die Scheinheiligen
- 2006: Plötzlich Opa (Fernsehfilm)
- 2006: Winterreise
- 2011: Von Mäusen und Lügen (Fernsehfilm)
- 2014: Die Rosenheim-Cops (Fernsehserie, Folge Ein todsicherer Konkurrent)
- 2014: Landauer – Der Präsident (Fernsehfilm)
- 2015: Unsichtbare Jahre (Fernsehfilm)
- 2018: Zwei Herren im Anzug (Kinofilm)[28]
- 2024: Die Ermittlung

## Auszeichnungen
- 1987: Ludwig-Thoma-Medaille der Stadt München (als Mitglied der Guglhupfa)
- 1988: Österreichischer Kleinkunstförderpreis (als Mitglied der Guglhupfa)
- 1988: Drehbuchpreis Internationales Festival der Filmhochschulen München (Förderpreis für den Kurzfilm Zement von Ulrich Zrenner)[29]